# الجازر
شهرستان جازر (به عربی:  ولایة الجازر ) یکی از شهرستانهای استان وُسطی در کشور پادشاهی عمان است. شهرستان جازر شامل ۱۲ روستا با جمعیت تقریبی ۴۰۰۰ هزار نفر می‌باشد.

## جمعیت
جمعیت آن در حدود ۴ هزار نفر می‌باشد.